# Zyprischer Fußballpokal 1988/89
Der Zyprische Fußballpokal 1988/89 war die 47. Austragung des zyprischen Pokalwettbewerbs. Er wurde vom zyprischen Fußballverband ausgetragen. Das Finale fand am 10. Juni 1989 im Tsirion-Stadion von Limassol statt.
Pokalsieger wurde AEL Limassol. Das Team setzte sich im Finale gegen Aris Limassol durch. AEL qualifizierte sich durch den Sieg für den Europapokal der Pokalsieger 1989/90.

## Modus
Die Begegnungen der 1. und 2. Vorrunde wurden in einem Spiel ausgetragen. Bei unentschiedenem Ausgang wurde das Spiel um zweimal 15 Minuten verlängert. Stand danach kein Sieger fest, folgte ein Wiederholungsspiel auf des Gegners Platz. Endete auch dies unentschieden, gab es eine Verlängerung und gegebenenfalls ein Elfmeterschießen.
Von der 1. Runde bis zum Halbfinale wurden alle Begegnungen in Hin- und Rückspiel ausgetragen. Bei Torgleichheit entschied zunächst die Anzahl der auswärts erzielten Tore, danach eine Verlängerung und schließlich das Elfmeterschießen.

## Teilnehmer
| First Division (15) | Second Division (15) | Third Division (14) | Fourth Division (24) | Fourth Division (24) |
| --- | --- | --- | --- | --- |
| - AEL Limassol - Anorthosis Famagusta - APOEL Nikosia - Apollon Limassol - Aris Limassol - Enosis Neon Paralimni - EPA Larnaka - APOP Paphos - Ethnikos Achnas - Keravnos Strovolou - Nea Salamis Famagusta - Olympiakos Nikosia - Omonia Aradippou - Omonia Nikosia - Pezoporikos Larnaka | - Adonis Idaliou - Akritas Chlorakas - Alki Larnaka - Anagennisi Deryneia - APEP Pitsilia - Chalkanoras Idaliou - Digenis Akritas Morphou - Doxa Katokopia - Ermis Aradippou - Evagoras Paphos - Elpida Xylofagou - Enosis Neon THOI Lakatamia - Ethnikos Defteras - Onisilos Sotira - Orfeas Nikosia | - AEK Katholiki - AEZ Zakakiou - APE Agia Napa - ASO Ormideia - Digenis Akritas Ypsona - Ethnikos Assia - Iraklis Gerolakkou - Kentro Neotitas Maroniton - Libanos Kormakitis - Neos Aionas Trikomou - Orfeas Athienou - Othellos Athienou - OXEN Peristeronas - PAEEK Kyrenia | - Achyronas Liopetriou - AEM Morphou - Anagennisi Lythrodonta - AEK Kythreas - APEP Palechoriou - Apollon Lympion - ENAD Ayiou Dometiou - Enosis Neon Agia Napa - Digenis Agiou Nikolaou - Doxa Devtera - Doxa Polemidion - Elia Lythrodonta | - Ethnikos Latsion - Fotiakos Frenarou - Kedros Kormakitis - Kimonas Xylotympou - MEAP Nisou - Olimpiada Neapolis - Olympias Lympion - Olympos Xylofagou - Panikos & Sokratis Zakakiou - Rotsidis Mammari - THOI Avgorou - Tsaggaris Peledriou |

## 1. Vorrunde
In dieser Runde traten alle 14 Teams der Third Division und 24 Teams der Fourth Division an.
|                             | Ergebnis |                           |
| --------------------------- | -------- | ------------------------- |
| AEK Katholiki               | 3:0      | Ethnikos Latsion          |
| AEM Morphou                 | 2:3      | APE Agia Napa             |
| Anagennisi Lythrodonta      | 1:2      | Kentro Neotitas Maroniton |
| ASO Ormideia                | 0:3      | ENAD Ayiou Dometiou       |
| Digenis Agiou Nikolaou      | 0:3      | Ethnikos Assia            |
| Digenis Akritas Ypsona      | 6:1      | Elia Lythrodonta          |
| Doxa Polemidion             | 1:2      | Neos Aionas Trikomou      |
| Enosis Neon Agia Napa       | 4:0      | Doxa Devtera              |
| Iraklis Gerolakkou          | 4:5      | Rotsidis Mammari          |
| Kedros Kormakitis           | 1:2      | Fotiakos Frenarou         |
| Kimonas Xylotympou          | 0:3      | Achyronas Liopetriou      |
| Libanos Kormakitis          | 0:3      | PAEEK Kyrenia             |
| MEAP Nisou                  | 2:1      | AEZ Zakakiou              |
| Olimpiada Neapolis          | 3:0      | APEP Palechoriou          |
| Olympos Xylofagou           | 3:2      | AEK Kythreas              |
| Orfeas Athienou             | 5:2      | THOI Avgorou              |
| Othellos Athienou           | 3:0      | OXEN Peristeronas         |
| Panikos & Sokratis Zakakiou | 0:1      | Apollon Lympion           |
| Tsaggaris Peledriou         | 4:0      | Olympias Lympion          |

## 2. Vorrunde
In dieser Runde stiegen alle 15 Teams der Second Division ein.
|                            | Ergebnis  |                           |
| -------------------------- | --------- | ------------------------- |
| Adonis Idaliou             | 4:0       | ENAD Ayiou Dometiou       |
| Alki Larnaka               | 3:1       | Enosis Neon Agia Napa     |
| Anagennisi Deryneia        | 3:0       | AEK Katholiki             |
| APE Agia Napa              | 2:0       | Doxa Katokopia            |
| APEP Pitsilia              | 2:0       | Orfeas Athienou           |
| Chalkanoras Idaliou        | 2:1 n. V. | Fotiakos Frenarou         |
| Enosis Neon THOI Lakatamia | 1:2       | Evagoras Paphos           |
| Elpida Xylofagou           | 1:5       | Digenis Akritas Ypsona    |
| Ethnikos Assia             | 2:1 n. V. | Digenis Akritas Morphou   |
| MEAP Nisou                 | 2:2 n. V. | Apollon Lympion           |
| Olympos Xylofagou          | 1:4       | Neos Aionas Trikomou      |
| Onisilos Sotira            | 1:1 n. V. | Ethnikos Defteras         |
| Orfeas Nikosia             | 3:2 n. V. | Akritas Chlorakas         |
| Othellos Athienou          | 3:2       | Olimpiada Neapolis        |
| PAEEK Kyrenia              | 1:0       | Kentro Neotitas Maroniton |
| Rotsidis Mammari           | 0:2       | Achyronas Liopetriou      |
| Tsaggaris Peledriou        | 2:7       | Ermis Aradippou           |

### Wiederholungsspiele
|                   | Ergebnis |                 |
| ----------------- | -------- | --------------- |
| Apollon Lympion   | 2:1      | MEAP Nisou      |
| Ethnikos Defteras | 3:2      | Onisilos Sotira |

## 1. Runde
Alle 15 Vereine der First Division stiegen in dieser Runde ein.
|                        | Gesamt |                       | Hinspiel | Rückspiel |
| ---------------------- | ------ | --------------------- | -------- | --------- |
| Adonis Idaliou         | 2:7    | Pezoporikos Larnaka   | 0:0      | 2:7       |
| AEL Limassol           | 1:0    | Enosis Neon Paralimni | 1:0      | 0:0       |
| Alki Larnaka           | 1:4    | Nea Salamis Famagusta | 1:3      | 0:1       |
| APEP Pitsilia          | 8:2    | Chalkanoras Idaliou   | 6:0      | 2:2       |
| Apollon Limassol       | 1:2    | APOEL Nikosia         | 1:0      | 0:2       |
| Digenis Akritas Ypsona | 2:3    | Anorthosis Famagusta  | 2:3      | 0:0       |
| Ermis Aradippou        | 5:1    | Ethnikos Assia        | 3:1      | 2:0       |
| Ethnikos Achnas        | 2:3    | Evagoras Paphos       | 1:1      | 1:2       |
| Ethnikos Defteras      | 4:3    | APE Agia Napa         | 3:2      | 1:1       |
| Keravnos Strovolou     | 2:5    | Achyronas Liopetriou  | 1:3      | 1:2       |
| Neos Aionas Trikomou   | 1:3    | Anagennisi Deryneia   | 1:3      | 0:0       |
| Olympiakos Nikosia     | 1:2    | Aris Limassol         | 0:2      | 1:0       |
| Omonia Aradippou       | 0:2    | EPA Larnaka           | 0:2      | 0:0       |
| Omonia Nikosia         | 7:2    | Apollon Lympion       | 7:2      | 0:0       |
| Othellos Athienou      | 2:4    | Orfeas Nikosia        | 1:2      | 1:2       |
| PAEEK Kyrenia          | 1:2    | APOP Paphos           | 0:0      | 1:2       |

## 2. Runde
|                      | Gesamt          |                       | Hinspiel | Rückspiel |
| -------------------- | --------------- | --------------------- | -------- | --------- |
| Achyronas Liopetriou | 1:5             | Omonia Nikosia        | 1:1      | 0:4       |
| AEL Limassol         | 3:1             | EPA Larnaka           | 1:0      | 2:1       |
| Anagennisi Deryneia  | 3:5             | Nea Salamis Famagusta | 2:2      | 1:3       |
| Anorthosis Famagusta | 0:0 (3:4 i. E.) | Pezoporikos Larnaka   | 0:0      | 0:0 n. V. |
| APOEL Nikosia        | 3:2             | Ethnikos Defteras     | 2:0      | 1:2       |
| APOP Paphos          | (a)2:2(a)       | Evagoras Paphos       | 2:1      | 0:1       |
| Aris Limassol        | 8:6             | Orfeas Nikosia        | 3:2      | 5:4       |
| Ermis Aradippou      | 01:10           | APEP Pitsilia         | 0:3      | 1:7       |

## Viertelfinale
|                     | Gesamt          |                       | Hinspiel | Rückspiel |
| ------------------- | --------------- | --------------------- | -------- | --------- |
| APEP Pitsilia       | 3:8             | AEL Limassol          | 0:5      | 3:3       |
| Aris Limassol       | 2:2 (9:8 i. E.) | Omonia Nikosia        | 2:0      | 0:2 n. V. |
| Evagoras Paphos     | 1:4             | Nea Salamis Famagusta | 1:1      | 0:3       |
| Pezoporikos Larnaka | (a)2:2(a)       | APOEL Nikosia         | 2:1      | 0:1       |

## Halbfinale
|               | Gesamt |                       | Hinspiel | Rückspiel |
| ------------- | ------ | --------------------- | -------- | --------- |
| AEL Limassol  | 3:2    | Nea Salamis Famagusta | 2:1      | 1:1       |
| APOEL Nikosia | 0:1    | Aris Limassol         | 0:0      | 0:1       |

## Finale
| Paarung  | AEL Limassol – Aris Limassol |
| Ergebnis | 3:2 n. V.                    |
| Datum    | 10. Juni 1989                |
| Stadion  | Tsirion-Stadion, Limassol    |
| Tore     | ?                            |